# Levende Kerk
Vernieuwingsbeweging (Russisch: обновленчество, Renoverende Kerk, обновленческая церковь, Synodale Kerk, Синодальная церковь; officiële naam Orthodoxe Russische Kerk, Православная Российская Церковь, later Orthodoxe Kerk in de USSR, Православная Церковь в СССР, onofficiële naam Levende Kerk, Russisch: Живая Церковь, живоцерковники, Zjivaja Tserkov) was tijdens de eerste jaren van de Sovjet-Unie een schisma van de Russisch-orthodoxe Kerk.

## Oprichting
De Levende Kerk werd op 12 mei 1922 gesticht en ontving steun van de communistische regering,  om de traditionele orthodoxie te ondermijnen. Veel mensen waren zich bewust van de noodzaak om deze beweging te verwerpen, maar vele andere orthodoxe gelovigen van het Patriarchaat van Moskou sloten zich bij deze beweging aan. De leiders van de Levende Kerk, vroegere orthodoxe priesters en geestelijken, lieten zich verkiezen tot bisschop of metropoliet van hun nieuwe, in hun ogen "ware" Orthodoxe Kerk. De voorlieden van de Levende Kerk, de priesters Aleksandr Ivanovitsj Vvedenski, Vladimir Dmietrivitsj Krasnitski, Kalinovski, Bielkov en metropoliet Antonin Granovski, keerden zich tegen de leer van de Drie-eenheid, tegen het dogma dat Maria de Moeder Gods is en tegen de kinderdoop, het kerkelijk huwelijk, het monnikschap en het vasten. Een reeds gewijde priester kon voor de tweede keer trouwen. Daarnaast verwierp men de Russisch-orthodoxe hiërarchie. Men was voorstander van getrouwde priesters en bisschoppen en de invoering van de Gregoriaanse kalender, na verloop van tijd, werd de kalenderkwestie een duidelijk punt van onderscheid tussen de zogenaamde "Renovationisten" en "Tichon" facties binnen de Kerk van Rusland. Hun programma was duidelijk bij de stichting: erkenning van de Sovjetregering. De leiders van de Levende Kerk werkten nauw samen met de Sovjetautoriteiten en waren voorstanders van een bezitloze kerk. Verzet tegen deze kerk gold als contrarevolutionair. Metropoliet Benjamin van Leningrad werd er voor doodgeschoten.
De Levende Kerk verkreeg wettelijke registratie en kreeg zelfs erkenning van de oecumenisch patriarch Gregorius VII van Constantinopel. De kerk opende seminaries in Leningrad, Moskou en Kiev, gaf tijdschriften uit en kreeg allerlei staatssteun.

## Erkenning Gregorius VII van Constantinopel
Vooral de deelname van het Patriarchaat van Constantinopel aan pogingen om de in 1917 canoniek gekozen Patriarch van Moskou en geheel Rusland af te zetten, ogen hoogst merkwaardig. Deze pogingen werden ondernomen door de atheïstische machthebbers in de jaren ‘20 van de 20ste eeuw. Zij creëerden  binnen de Russische Kerk een zogenaamd vernieuwende, modernistische  kerkscheuring om de autoriteit van de Orthodoxe Kerk onder gelovigen te ondermijnen, de Kerk te ‘sovjetiseren’ en om de Kerk uiteindelijke van binnenuit te verwoesten. In de jaren ’20 van de 20ste eeuw leverden deze kerkvernieuwers een actieve 
bijdrage aan het arresteren van orthodoxe bisschoppen, priesters en diakens, door via brieven 
mensen aan te geven en door beslag te leggen op kerken en gebouwen van parochies die trouw waren gebleven aan Patriarch Tichon. Patriarch Gregorius VII van Constantinopel steunde de renovationisten openlijk. Zijn officiële vertegenwoordiger in Moskou archimandriet Basilios (Dimopoulos) was aanwezig op de niet-erkende concilies van de renovationisten en in 1924 riep Patriarch Gregorius Patriarch Tichon van Moskou op om af te treden. 
In datzelfde jaar publiceerden de renovationisten kopieën van protocollen van zittingen van de Heilige Synode van het Patriarchaat van Constantinopel, die zij van archimandriet Basiolios (Dimopoulos) hadden gekregen. Volgens deze protocollen van 6 mei 1924, aanvaardde Patriarch Gregorius VII ‘de uitnodiging van de kant van kerkelijke kringen van het Russische volk om op te treden als vredestichter in de onrust en het conflict die de broederkerk aldaar de laatste tijd teisteren’. De in de protocollen genoemde ‘kerkelijke kringen van het Russische volk’ vertegenwoordigden echter niet de Russische martelarenkerk, die wreed vervolgd werd door de atheïstische machthebbers, maar schismatieke groeperingen die samenwerkten met de autoriteiten en die de aanvallen op de patriarch Tichon door diezelfde autoriteiten actief ondersteunden. 
Over de reden van de steun van de Kerk van Constantinopel aan het schisma van de renovationisten, die in hun strijd tegen de Russische Kerk de kant van het communistische regime kozen, sprak archimandriet Basilios (Dimopoulos) ‘uit naam van het gehele proletariaat van Constantinopel’ openlijk in zijn brief aan een van de hoogwaardigheidsbekleders van de atheïstische regering:
"Als Sovjet Rusland zijn vijanden en alle hindernissen overwonnen heeft en weer op krachten is gekomen, zal het kunnen ingaan op de verzoeken van het proletariaat in het Midden Oosten, dat Rusland zo’n warm hart toedraagt [...]. Het ligt in uw macht om de naam van Sovjet Rusland in het Oosten nog populairder te maken en ik verzoek u vurig, bewijs het Patriarchaat van Constantinopel een grote dienst, als krachtige regering van een machtig land, te meer daar de Oecumenische Patriarch, die in het Oosten erkend wordt als hoofd van alle orthodoxe volkeren, door zijn daden heeft getoond dat hij de Sovjet autoriteiten een warm hart toedraagt."
In een andere brief aan dezelfde Sovjetambtenaar legt archimandriet Basilios uit op welke ‘grote dienst’ hij doelt, namelijk de teruggave van het gebouw dat eigendom was van het kerkfiliaal van Constantinopel in Moskou, waarvan de inkomsten jaarlijks naar het Patriarchaat van Constantinopel werden overgemaakt. 
Nadat het enige canonieke hoofd van de Russische Kerk, Patriarch Tichon had vernomen dat Constantinopel had besloten om een speciale commissie naar Rusland te sturen, tekende hij protest aan met betrekking tot het niet-canonieke handelen van zijn medebroeder:
"Wij waren hogelijk verbaasd en onaangenaam verrast dat de vertegenwoordiger van het Oecumenische Patriarchaat, namelijk het hoofd van de Kerk van Constantinopel, zonder voorafgaand contact of overleg met Ons, als de rechtmatige vertegenwoordiger en hoofd van de gehele Russisch Orthodoxe Kerk, zich bemoeit met de zaken van de autocefale Russische Kerk… Iedere zending van welke commissie dan ook zonder voorafgaand overleg met Mij, als de enige rechtmatige en orthodoxe Eerste bisschop van de Russisch-Orthodoxe Kerk en zonder mijn medeweten is onrechtmatig en zal door het Russisch-Orthodoxe volk niet geaccepteerd worden. Zo’n commissie brengt geen rust, maar alleen maar meer onrust en scheuring in het leven van de toch al veel lijdende Russisch-Orthodoxe Kerk."
Door omstandigheden kon de commissie niet naar Moskou komen. Haar komst zou niet alleen bemoeienis maar regelrechte inmenging in andermans zaken betekend hebben.

## Concilie van de Levende Kerk
Het concilie van de Levende Kerk in Moskou van 1923 nam drie belangrijke besluiten. De banvloek die patriarch Tichon over de Sovjetregering had uitgesproken moest ongedaan gemaakt worden. De patriarch moest verdwijnen en het patriarchaat moest afgeschaft worden. Er was steun van de regering, met alle middelen, voor deze bijeenkomst. Volgens het Russisch-orthodox canoniek recht had het geen enkele status. Het concilie richtte zich er vooral op om de leiding van de Russisch-orthodoxe Kerk over te nemen.

## Groeperingen
Er hadden er zich in 1923 drie grote groepen binnen de beweging gevormd, die verschillende stromingen binnen het Russische Renovationisme vertegenwoordigden: 
Terwijl de gehele beweging vaak bekend is als de Levende Kerk, was dit in het bijzonder de naam van slechts een van de groepen waaruit de grotere Renovatie beweging bestond.
- 1. Levende Kerk van priester Vladimir Dmietrivitsj Krasnitski (1880-1936), die lobbyde voor de belangen van de gehuwde geestelijken.
- 2. Unie van de Gemeenschappen van de Oude Apostolische Kerk (Russisch: Союз общин древнеапостольской церкви - SODATs) van Aleksandr Ivanovitsj Vvedenski. Zij hadden zich ten doel gesteld een terugkeer tot de vroegchristelijke kerk, de elementen van schadelijke invloed of slechte naam van haar geestelijken uitsluiten en in het algemeen een streng, ordelijk bestuur instellen. Deze groep verenigde zich daarna met wat tot dan toe de "Levende Kerk" was en vormde daarna, de naar verhouding tot grote bloei komende, "Kerk der Vernieuwing". Haar kerkstructuur was synodaal. Aan het hoofd ervan stond de "Heilige Synode van de orthodoxe Russische Kerk"", waarvoor men de goedkeuring van de Sovjetregering en de patriarch van Constantinopel kreeg. Op drie, door de regering ondersteunde synodes zette deze kerk haar vernieuwing voort: Opheffing van het celibaat voor bisschoppen, de liturgie en de apostel- en evangelielezing in de volkstaal, Russische omgangstaal en opheffing van het onderscheid tussen de "witte" en "zwarte" geestelijkheid. Tevens een loyale erkenning en absolute zegening van de Sovjetregering, eerbiediging van de revolutionaire grondwet, noodhulp op staats- en kerkelijk gebied en bevordering en ondersteuning van de regeringsmaatregelen. Hun aantal leden, bedroeg na een periode van bloei, in 1930, 130 bisschoppen met 7000 parochies.
- 3. Unie voor de vernieuwing van de Kerk (Russisch: Союз церковного возрождения) of Kerk der Wedergeboorte, de groep van metropoliet Antonin (Granovski), wiens interesse uit liturgische hervorming bestond. Deze groep bestond slechts korte tijd en was in 1924 nagenoeg opgeheven. Na zijn dood in 1927 viel deze groep definitief uiteen.

De kerkleiders van de Levende Kerk werden spottend "Rode Priesters" genaamd.

## Einde
Deze kerk had op haar hoogtepunt in het midden van de jaren 20 15 miljoen leden en meer dan de helft van de bisdommen en parochies waren onder renovationistische invloed. Het waren, naast een twintigtal "bisschoppen", vooral lagere geestelijken die de Levende Kerk propageerden. In de Grote Vaderlandse Oorlog kende deze "kerk" een heropleving. De Levende Kerk liep stuk op gebrek aan steun onder de bevolking, op de geestelijke compromissen die de orthodoxe traditie ondermijnden en vanwege de steun van de regering na 1942 aan het Patriarchaat Moskou. Vanaf 1944 en 1945 keren steeds grotere groepen terug tot het Patriarchaat Moskou. De laatste parochie in 1948.

## Hiërarchen
- Metropoliet Antonin (Granovski) van Moskou (15 mei 1922 - 25 juni 1923) (+ 1927)
- Metropoliet Jevdokim (Meshcherski) van Odessa (26 juni 1923 - februari 1925) (+ 1935)
- Metropoliet Benjamin (Muratovski) van Moskou en Kolomna (februari 1925 -) (+ 6 mei 1930)
- Metropoliet Vitali (Vvedensky) van Toela - voorzitter van de Synode (10 mei 1930 1933), Eerste Hiërarch (5 mei 1933 - 6 oktober 1941) (+ 1950)
- Metropoliet Alexander (Vvedensky) - Vice-Eerste Hiërarch (april 1940 - oktober 1941) Eerste Hiërarch (10 oktober, 1941 -), "Patriarch" ? (+ 8 augustus 1946)